# Jakow Szramczenko
Jakow Władimirowicz Szramczenko, ros. Яков Владимирович Шрамченко (ur. w 1886 r., zm. 17 października 1967 r. w Nowym Jorku) – rosyjski wojskowy marynarki wojennej (kapitan 1 rangi), żołnierz Rosyjskiego Korpusu Ochronnego podczas II wojny światowej.
W 1906 r. ukończył korpus morski. Od 1911 r. łużył jako oficer artyleryjski we Flocie Czarnomorskiej. Od 1912 r. pełnił funkcję starszego oficera artyleryjskiego na krążowniku „Память Меркурия”. Brał udział w I wojnie światowej. Początkowo był oficerem artyleryjskim w 1 dywizjonie niszczycieli. W latach 1915–1916 w stopniu porucznika służył w 2 brygadzie pancerników. W listopadzie 1916 r. został oficerem artyleryjskim w sztabie dowódcy Floty Czarnomorskiej. Od 1 stycznia 1917 r. był zastępcą głównego artylerzysty Floty. W sierpniu tego roku objął dowództwo niszczyciela „Biespokojnyj” (ros. Беспокойный). Podczas rewolucji październikowej został aresztowany przez zrewolucjonizowanych marynarzy, ale udało mu się zbiec z aresztu. 25 lutego 1918 r. został formalnie szefem oddziału operacyjnego sztabu Floty Czarnomorskiej, chociaż faktycznie przestała ona istnieć. W tej sytuacji przez krótki czas służył w ukraińskim ministerstwie morskim Hetmanatu, ale został aresztowany przez petlurowców po przejęciu przez nich władzy. Zbiegł do wojsk Białych gen. Antona I. Denikina. Od stycznia do maja 1919 r. był komendantem magazynów wojskowych w Sewastopolu. Następnie objął dowództwo kanonierki "Терец", która wspierała ogniem artylerii oddziały III Korpusu Armijnego. 18 kwietnia 1920 r. okręt został uszkodzony nieprzyjacielskimi pociskami artyleryjskimi. Od maja tego roku w stopniu katana 1 rangi J. W. Szramczenko dowodził transportowcem "Рион". W grudniu z 3 tys. żołnierzy przypłynął do Konstantynopolu. Na emigracji zamieszkał w Królestwie SHS. Pracował jako zastępca szefa laboratorium chemicznego w zakładach artyleryjskich w Kragujevacu. Następnie przeniósł się do Belgradu, gdzie został kierownikiem stacji meteorologicznej sztabu jugosłowiańskich wojsk lotniczych. Po ataku wojsk niemieckich na Jugosławię w kwietniu 1941 r., wstąpił do nowo formowanego Rosyjskiego Korpusu Ochronnego. Służył jako mistrz stolarski. W 1944 r. opuścił jego szeregi z powodu ciężkiej choroby. Po wyleczeniu wyjechał do Austrii. W 1949 r. przyjechał do USA. Stanął na czele Stowarzyszenia Rosyjskich Marynarzy-Emigrantów.